# Guido Nule Amín
Guido Alberto Nule Amín (Tolú, 1943[cita requerida]) es un economista y político colombiano, quien se desempeñó como Ministro de Comunicaciones y de Minas y Energía de ese país. 

## Biografía
Nació en Tolú, en Sucre, en 1943.[cita requerida] Estudió Economía en la Universidad del Atlántico y se especializó en Banca y Desarrollo en Estados Unidos.
Comenzó su carrera en el sector privado trabajando para el Grupo Santo Domingo, primero, en 1969, en la Corporación Financiera del Norte (Cofinorte), de la cual pasó a la Cervecería Águila y en 1983 dio el salto a la Presidencia de Promigas y Terpel del Norte. También ha sido ejecutivo de Gases del Caribe, Surtigas, Terpel Bucaramanga y Terpel de la Sabana, la Corporación Eléctrica de la Costa (Corelca), la Universidad del Norte, la Cámara de Comercio de Barranquilla y del Atlético Junior. Desde 1998 es Director de la Empresa Energética ISA - Transelca.
En 1990 el liberalismo costeño lo propuso como candidato a la Alcaldía de Barranquilla, pero este declinó de la aspiración. Tal ofrecimiento se repitió en 2003, cuando sí aceptó pero no logró ganar el cargo.
Fue nombrado Ministro de Comunicaciones en 1992 por el presidente César Gaviria Trujillo, debido a la renuncia de Mauricio Vargas Linares, y pese a su inexperiencia en el sector, misma que Nule reconoció al asumir el cargo. En julio pasó al cargo de Ministro de Minas y Energía, donde sí tenía experiencia. Ocupó tal cargo hasta el final del Gobierno de Gaviria, en 1994.
Es hermano del Gobernador de Sucre Miguel Ángel Nule Amín. Está casado con Ginger Marino, unión de la cual nacieron Katya y Guido Nule Marino, este último involucrado en el escándalo de corrupción del Carrusel de la Contratación. Su hija es esposa del también político costeño Alejandro Char.